# Сафоновская улица (Москва)
Сафо́новская улица (название утверждено в 1965 году, ранее Комсомольская улица города Кунцево) — небольшая тупиковая улица в Западном административном округе города Москвы на территории Можайского района. Улица начинается от улицы Багрицкого и проходит параллельно Можайскому шоссе в направлении с запада на восток, после чего теряется во дворах.

## История
Комсомольская улица была одной из улиц дачного посёлка (а c 1925 года города) Кунцево, вошедшего в состав Москвы в 1960 году. Своё современное название улица получила в 1965 году по городу Сафоново в Смоленской области в связи расположением на западе Москвы.

## Здания и сооружения
Улица по сути является внутриквартальным проездом. Официально на ней расположено всего два дома:
- по нечётной стороне
  - дом 17/43
  - дом 13
  - недавно построенный жилой комплекс, выходящий на улицу, имеет адрес «Можайское шоссе, 6 к.2»
- по чётной стороне
  - все дома относятся к улице Багрицкого

На углу с улицей Багрицкого расположен сквер, где в 1982 году был установлен памятник Э. Г. Багрицкому (скульптор В. Г. Шатуновская, архитекторы В. В. Богданов и В. П. Соколов).

## Транспорт

### Ближайшие станции метро
- Кунцевская (радиальная)
- Кунцевская (кольцевая)

### Железнодорожный транспорт
- Кунцевская

### Наземный транспорт
Общественный транспорт по улице на ходит.
Недалеко от улицы, на Можайском шоссе расположена автобусная остановка «Улица Багрицкого».

## Фотогалерея

Сквер у памятника Багрицкому на пересечении Сафоновской улицы и улицы Багрицкого
Памятник Багрицкому
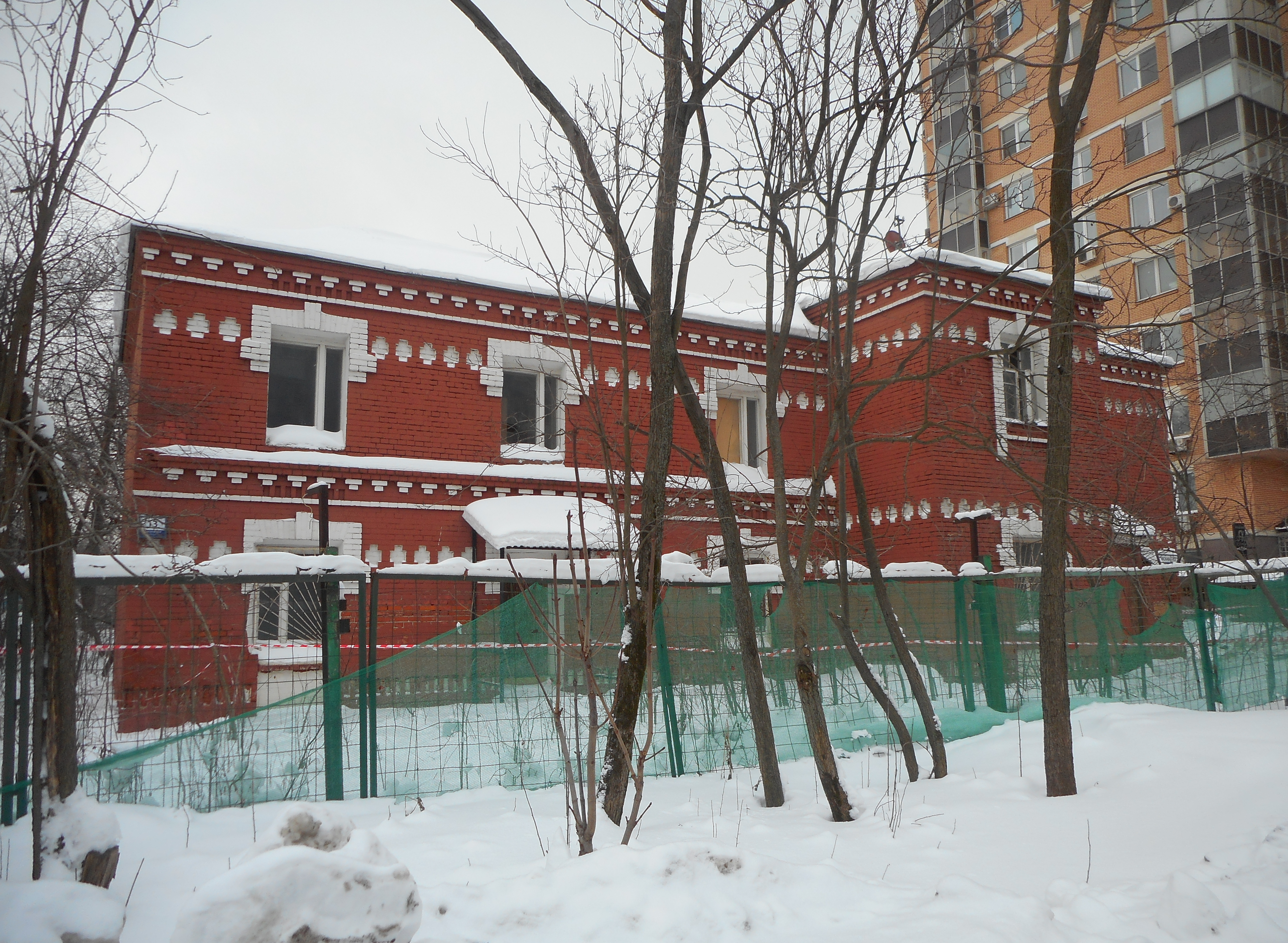
Сафоновская, 13. Здание бывшего Сетунского земского училища, постр. 1909 г.